# Pécy
Pécy est une commune française située dans le département de Seine-et-Marne en région Île-de-France.

## Géographie

### Localisation
Le village est situé à 23 km au nord-ouest de Provins et à 15 km au nord-est de Nangis.

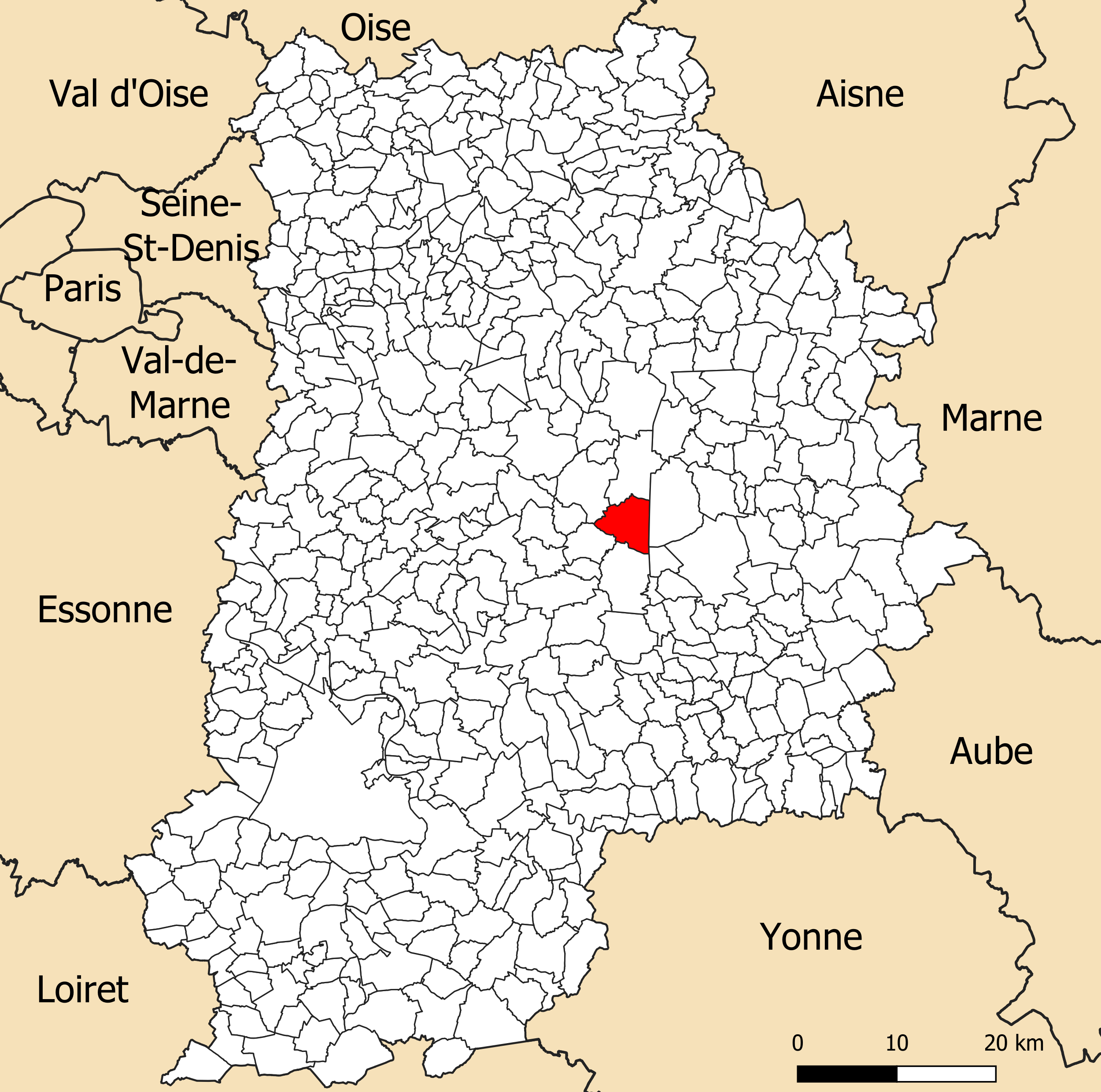
Localisation de la commune de Pécy dans le département de Seine-et-Marne

### Communes limitrophes

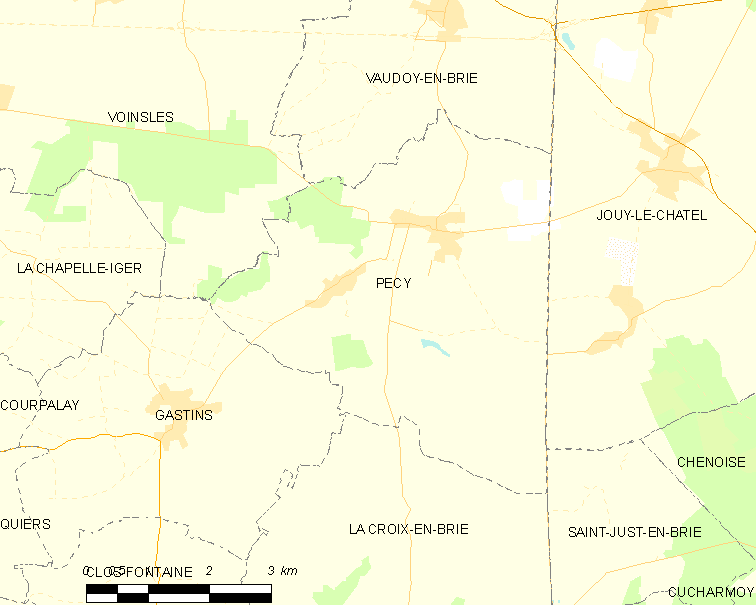
Carte des communes limitrophes de Pécy.

| Voinsles | Vaudoy-en-Brie   |                    |
|          | Pécy             | Jouy-le-Châtel     |
| Gastins  | La Croix-en-Brie | Saint-Just-en-Brie |

### Géologie et relief
La superficie de la commune est de 2 107 hectares, plus vaste que la moyenne des communes du département ; le territoire a une forme compacte, ovale à l'ouest et rectiligne à l'est bordé par la RD 209 (ancienne Via Agrippa de l'Océan) ; l'altitude varie entre 109 et 145 mètres. Le point bas se situe à l'ouest au confluent du ru de la Vallière et du ru de Mélenfroy et le point haut à l'est au carrefour de la RD 209 et de la Voie aux Moines.
Le territoire communal est très peu accentué et très ouvert, en grande partie dédié aux grandes cultures (blé, maïs, betterave...). Pécy est un territoire agricole, générateur de diverses activités liées. La commune est bordée à l'ouest par le bois de Pécy et au sud par de petits boisements (bois Floquet, bois de la Vigne...).
Les industries extractives sont très présentes sur le territoire avec des carrières d'exploitation des calcaires du Champigny par Cemex France le long de la RD 209 et de la RD 215 aux lieux-dits Chaufour et Vingt-Huit Arpents.
Des puits de pétrole sont implantés à Jouy-le-Châtel et à Vaudoy-en-Brie. Une bande à l'est du territoire de la commune est inclus dans la concession de "Champotran" découverte en 1985 et exploitée depuis 1997 par Vermilion Energy. De nouveaux puits de développement vont être forés sous la nappe phréatique des calcaires du Champigny.

### Hydrographie

#### Réseau hydrographique

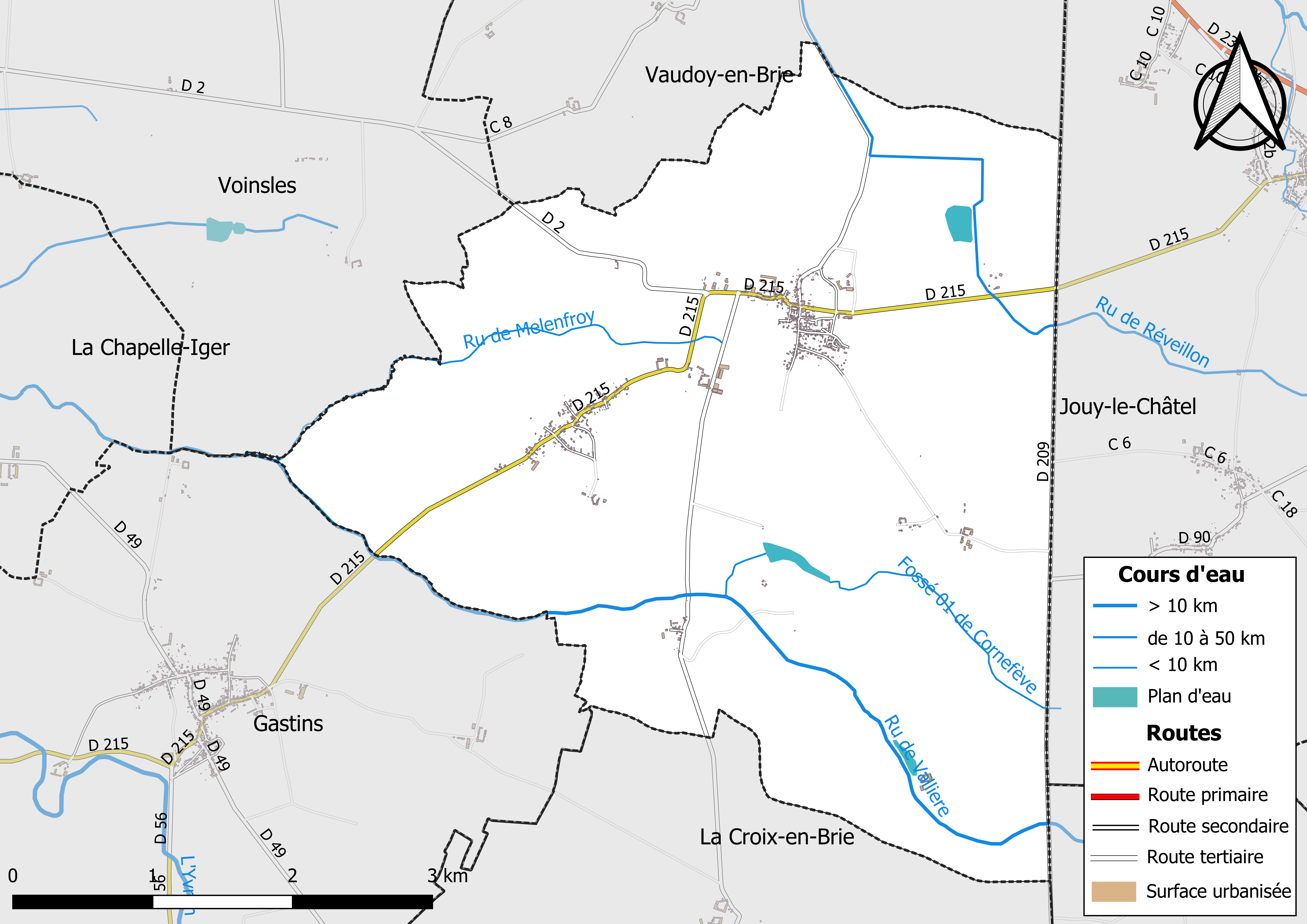
Carte des réseaux hydrographique et routier de Pécy.

Le réseau hydrographique de la commune se compose de quatre cours d'eau référencés :
- le ru de Vallière[4], long de 12,52 km, affluent de l'Yvron ;
  - le ru de Mélenfroy, 3,75 km[5], et ;
  - le fossé 01 de Cornefève, 3,22 km[6], affluents du ru de Vallière ;
- le ru de Réveillon, 12,15 km[7], qui conflue avec la Visandre.

La longueur totale des cours d'eau sur la commune est de 13,4 km.

#### Gestion des cours d'eau
Afin d’atteindre le bon état des eaux imposé par la Directive-cadre sur l'eau du 23 octobre 2000, plusieurs outils de gestion intégrée s’articulent à différentes échelles : le SDAGE, à l’échelle du bassin hydrographique, et le SAGE, à l’échelle locale. Ce dernier fixe les objectifs généraux d’utilisation, de mise en valeur et de protection quantitative et qualitative des ressources en eau superficielle et souterraine. Le département de Seine-et-Marne est couvert par six SAGE, au sein du bassin Seine-Normandie.
La commune fait partie du SAGE « Yerres », approuvé le 13 octobre 2011. Le territoire de ce SAGE correspond au bassin versant de l’Yerres, d'une superficie de 1 017 km2, parcouru par un réseau hydrographique de 450 kilomètres de long environ, répartis entre le cours de l’Yerres et ses affluents principaux que sont : le ru de l'Étang de Beuvron, la Visandre, l’Yvron, le Bréon, l’Avon, la Marsange, la Barbançonne, le Réveillon. Le pilotage et l’animation du SAGE sont assurés par le syndicat mixte pour l'assainissement et la gestion des eaux du bassin versant de l’Yerres (SYAGE), qualifié de « structure porteuse ».

### Climat
Pour des articles plus généraux, voir Climat de l'Île-de-France et Climat de Seine-et-Marne.
En 2010, le climat de la commune est de type climat océanique dégradé des plaines du Centre et du Nord, selon une étude du CNRS s'appuyant sur une série de données couvrant la période 1971-2000. En 2020, Météo-France publie une typologie des climats de la France métropolitaine dans laquelle la commune est exposée à un climat océanique altéré et est dans la région climatique Nord-est du bassin Parisien, caractérisée par un ensoleillement médiocre, une pluviométrie moyenne régulièrement répartie au cours de l’année et un hiver froid (3 °C).
Pour la période 1971-2000, la température annuelle moyenne est de 10,8 °C, avec une amplitude thermique annuelle de 15,3 °C. Le cumul annuel moyen de précipitations est de 708 mm, avec 11,3 jours de précipitations en janvier et 7,7 jours en juillet. Pour la période 1991-2020, la température moyenne annuelle observée sur la station météorologique la plus proche, située sur la commune de Grandpuits-Bailly-Carrois à 11 km à vol d'oiseau, est de 11,3 °C et le cumul annuel moyen de précipitations est de 704,0 mm,. Pour l'avenir, les paramètres climatiques de la commune estimés pour 2050 selon différents scénarios d'émission de gaz à effet de serre sont consultables sur un site dédié publié par Météo-France en novembre 2022.

### Milieux naturels et biodiversité
Aucun espace naturel présentant un intérêt patrimonial n'est recensé sur la commune dans l'inventaire national du patrimoine naturel,,.

## Urbanisme

### Typologie
Au 1er janvier 2024, Pécy est catégorisée commune rurale à habitat dispersé, selon la nouvelle grille communale de densité à sept niveaux définie par l'Insee en 2022.
Elle est située hors unité urbaine. Par ailleurs la commune fait partie de l'aire d'attraction de Paris, dont elle est une commune de la couronne,. Cette aire regroupe 1 929 communes,.

### Lieux-dits et écarts
La commune compte 92 lieux-dits administratifs répertoriés consultables ici (source : le fichier Fantoir) dont Mélenfroy, Givry, Beaulieu, Mirvaux, Vaultière, Ferme de la Cour, Bois Garnier, Noas, le Cloteau, Cornefève, Champmoulin.

### Occupation des sols
L'occupation des sols de la commune, telle qu'elle ressort de la base de données européenne d’occupation biophysique des sols Corine Land Cover (CLC), est marquée par l'importance des territoires agricoles (85,5 % en 2018), en diminution par rapport à 1990 (88,6 %). La répartition détaillée en 2018 est la suivante : 
terres arables (85,5% ), forêts (7,2% ), mines, décharges et chantiers (3,8% ), zones urbanisées (3,5 %).
Parallèlement, L'Institut Paris Région, agence d'urbanisme de la région Île-de-France, a mis en place un inventaire numérique de l'occupation du sol de l'Île-de-France, dénommé le MOS (Mode d'occupation du sol), actualisé régulièrement depuis sa première édition en 1982. Réalisé à partir de photos aériennes, le Mos distingue les espaces naturels, agricoles et forestiers mais aussi les espaces urbains (habitat, infrastructures, équipements, activités économiques, etc.) selon une classification pouvant aller jusqu'à 81 postes, différente de celle de Corine Land Cover,,. L'Institut met également à disposition des outils permettant de visualiser par photo aérienne l'évolution de l'occupation des sols de la commune entre 1949 et 2018.

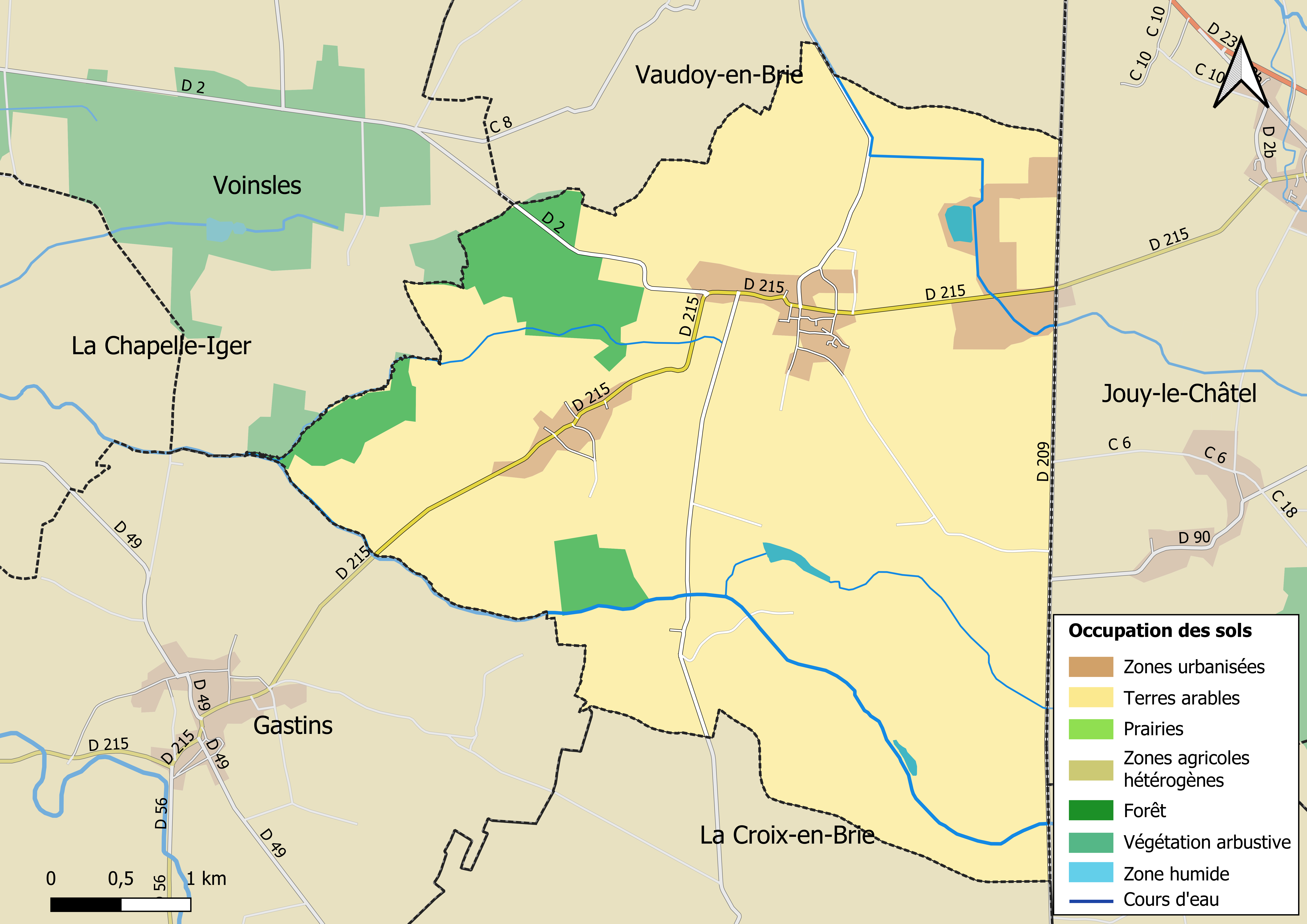
Carte des infrastructures et de l'occupation des sols en 2018 (CLC) de la commune.
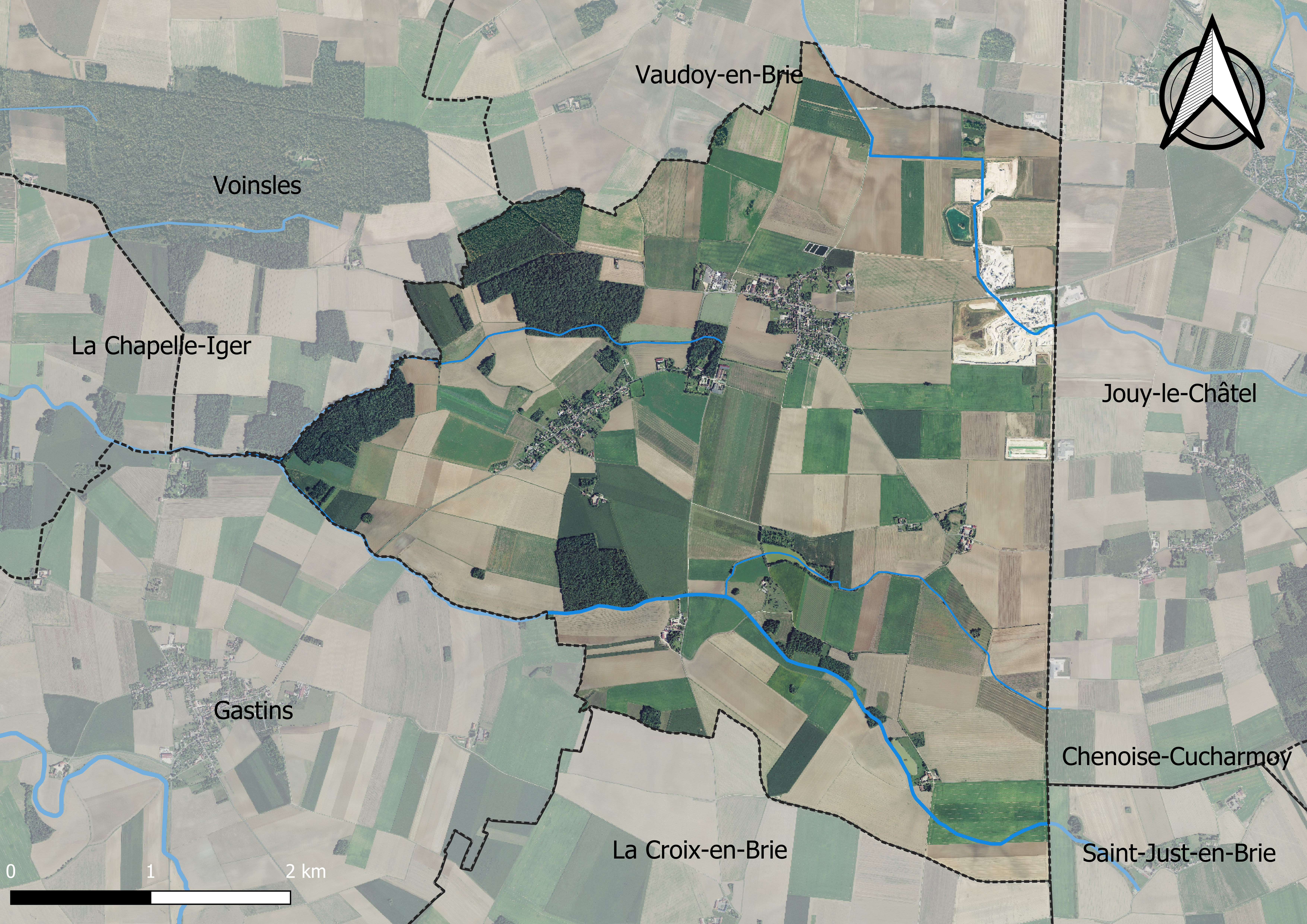
Carte orhophotogrammétrique de la commune.

### Planification
La commune, en 2019, avait engagé l'élaboration d'un plan local d'urbanisme.

### Logement
En 2017, le nombre total de logements dans la commune était de 345 dont 90,6 % de maisons (maisons de ville, corps de ferme, pavillons, etc.) et 8,5 % d'appartements.
Parmi ces logements, 91,1 % étaient des résidences principales, 3,9 % des résidences secondaires et 5,1 % des logements vacants.
La part des ménages fiscaux propriétaires de leur résidence principale s'élevait à 81,1 % contre 16,5 % de locataires et 2,3 % logés gratuitement.

### Voies de communication et transports
On y accède soit par l'A4, sortie 13 en direction de Provins, soit par la N 4.

## Toponymie
Le nom de la localité est mentionné sous les formes C.  Péciacum et R.  de  Pessiaco en 1152 : le « fautif ». Selon  Ricolfis : « noir » comme la poix ; les deux sens ne se contredisent pas.

## Histoire
Pécy a été fréquenté par les hommes dès le paléolithique, des vestiges ayant été trouvés lors de fouilles.
La voie romaine Via Agrippa de l'Océan avait été tracée par Agrippa, gendre de l'empereur Auguste et reliait les villes antiques de Lugdunum et de Gesoriacum. Au cours des années 1980-1990, des fouilles ont mis au jour les fondations d'une "mansio" (gîte d'étape) au lieu-dit Chauffour, en bordure de l'ancienne voie romaine. (Voir Riobé)
Jusqu'en 1285, le village était situé dans une "marche séparante" dans laquelle les habitants dépendaient du puissant comte de Champagne et du roi, chacun ayant des droits de justice. Le domaine royal avait sa frontière ouest qui passait approximativement par Lumigny, Rozay, Gastins. La frontière occidentale du comté de Champagne était située à l'ouest de l'ancienne Via Agrippa de l'Océan.
Il faudra attendre le mariage de Philippe IV avec Jeanne de Navarre pour que Pécy soit rattaché à la Couronne.

## Politique et administration

### Liste des maires
| Période                                  | Période   | Identité      | Étiquette      | Qualité             |
| ---------------------------------------- | --------- | ------------- | -------------- | ------------------- |
| Les données manquantes sont à compléter. |           |               |                |                     |
| mars 2001                                | mars 2014 | Gilles Forest | Sans étiquette | Professeur          |
| mars 2014                                | En cours  | Bruno Gainand | Sans étiquette | Directeur technique |

### Instances judiciaires et administratives
Pécy relève du tribunal d'instance de Melun, du tribunal de grande instance de Melun, de la cour d'assises de Melun, de la cour d'appel de Paris, du tribunal pour enfants de Melun, du conseil de prud'hommes de Melun, du tribunal de commerce de Melun, du tribunal administratif de Melun et de la cour administrative d'appel de Paris.

### Politique environnementale
La commune de Pécy adhère au syndicat mixte de l'Est Seine-et-Marne pour le traitement des ordures ménagères SMETOM-GEEODE. Il gère l'ensemble de la collecte et du traitement des déchets de son territoire qui regroupe 98 communes.
Le SMETOM-GEEODE exploite au total 10 déchèteries, dont une à Jouy-le-Châtel. Le centre de valorisation énergétique de Montereau-Fault-Yonne a vu le jour en 2011, fruit de la collaboration du SMETOM-GEEODE et du syndicat voisin de Montereau, le SIRMOTOM, unis en un super-syndicat, le SYTRADEM.

## Équipements et services

### Eau et assainissement
L’organisation de la distribution de l’eau potable, de la collecte et du traitement des eaux usées et pluviales relève des communes. La loi NOTRe de 2015 a accru le rôle des EPCI à fiscalité propre en leur transférant cette compétence. Ce transfert devait en principe être effectif au 1er janvier 2020, mais la loi Ferrand-Fesneau du 3 août 2018 a introduit la possibilité d’un report de ce transfert au 1er janvier 2026,.

#### Assainissement des eaux usées
En 2020, la commune de Pécy gère le service d’assainissement collectif (collecte, transport et dépollution) en régie directe, c’est-à-dire avec ses propres personnels.
L’assainissement non collectif (ANC) désigne les installations individuelles de traitement des eaux domestiques qui ne sont pas desservies par un réseau public de collecte des eaux usées et qui doivent en conséquence traiter elles-mêmes leurs eaux usées avant de les rejeter dans le milieu naturel. La communauté de communes Val Briard (CCVB) assure pour le compte de la commune le service public d'assainissement non collectif (SPANC), qui a pour mission de vérifier la bonne exécution des travaux de réalisation et de réhabilitation, ainsi que le bon fonctionnement et l’entretien des installations,.

#### Eau potable
En 2020, l'alimentation en eau potable est assurée par la commune qui en a délégué la gestion à une entreprise privée, dont le contrat expire le 28 février 2020,.
Les nappes de Beauce et du Champigny sont classées en zone de répartition des eaux (ZRE), signifiant un déséquilibre entre les besoins en eau et la ressource disponible. Le changement climatique est susceptible d’aggraver ce déséquilibre. Ainsi afin de renforcer la garantie d’une distribution d’une eau de qualité en permanence sur le territoire du département, le troisième Plan départemental de l’eau signé, le 3 octobre 2017, contient un plan d’actions afin d’assurer avec priorisation la sécurisation de l’alimentation en eau potable des Seine-et-Marnais. A cette fin a été préparé et publié en décembre 2020 un schéma départemental d’alimentation en eau potable de secours dans lequel huit secteurs prioritaires sont définis. La commune fait partie du secteur Nangis.

## Population et société

### Démographie
L'évolution du nombre d'habitants est connue à travers les recensements de la population effectués dans la commune depuis 1793. Pour les communes de moins de 10 000 habitants, une enquête de recensement portant sur toute la population est réalisée tous les cinq ans, les populations de référence des années intermédiaires étant quant à elles estimées par interpolation ou extrapolation. Pour la commune, le premier recensement exhaustif entrant dans le cadre du nouveau dispositif a été réalisé en 2005.

En 2022, la commune comptait 844 habitants, en évolution de −2,65 % par rapport à 2016 (Seine-et-Marne : +3,92 %, France hors Mayotte : +2,11 %).
| 1793 | 1800 | 1806 | 1821 | 1831 | 1836 | 1841 | 1846 | 1851 |
| ---- | ---- | ---- | ---- | ---- | ---- | ---- | ---- | ---- |
| 603  | 557  | 595  | 599  | 622  | 656  | 628  | 661  | 702  |

| 1856 | 1861 | 1866 | 1872 | 1876 | 1881 | 1886 | 1891 | 1896 |
| ---- | ---- | ---- | ---- | ---- | ---- | ---- | ---- | ---- |
| 693  | 670  | 674  | 576  | 577  | 597  | 608  | 561  | 567  |

| 1901 | 1906 | 1911 | 1921 | 1926 | 1931 | 1936 | 1946 | 1954 |
| ---- | ---- | ---- | ---- | ---- | ---- | ---- | ---- | ---- |
| 540  | 551  | 515  | 442  | 422  | 419  | 400  | 389  | 405  |

| 1962 | 1968 | 1975 | 1982 | 1990 | 1999 | 2005 | 2006 | 2010 |
| ---- | ---- | ---- | ---- | ---- | ---- | ---- | ---- | ---- |
| 336  | 315  | 330  | 425  | 565  | 677  | 784  | 800  | 821  |

| 2015 | 2020 | 2022 | - | - | - | - | - | - |
| ---- | ---- | ---- | - | - | - | - | - | - |
| 850  | 845  | 844  | - | - | - | - | - | - |

### Enseignement
Pécy est située dans l'académie de Créteil.
La commune dispose d'une école maternelle ainsi que d'une école élémentaire réunies dans le groupe scolaire des Deux Tilleuls.
Le Foyer Rural de Vaudoy-en-Brie gère le Relais des Petits Loups avec une cantine et des accueils périscolaires.
Un collège devrait ouvrir ses portes en septembre 2022 à Jouy-le-Châtel, qui en a fait la demande depuis le début des années 2000. L’établissement s’étendra sur 3,5 ha et aura une capacité de 400 élèves, avec une possibilité d’agrandissement à 600 élèves. Il aura pour objectif de soulager les collèges de Provins, Nangis, Rozay-en-Brie, Villiers-Saint-Georges et La Ferté-Gaucher.

### Manifestations culturelles et festivités
Le Comité des Fêtes Pécy Animations organise plusieurs manifestations dans le village tout au long de l'année : concours maisons illuminées, Noël des enfants, soirée beaujolais nouveau, Halloween, brocante en octobre, journée pétanque en juin, chasse aux œufs.

### Santé
Une pharmacie ainsi qu'un cabinet médical avec deux médecins sont installés à Jouy-le-Châtel.
L'hôpital le plus proche est le centre hospitalier Léon Binet de Provins.

### Sécurité

#### Police - Gendarmerie
Jouy-le-Châtel dispose d'une brigade territoriale autonome de la gendarmerie nationale située dans la rue de Provins.

#### Sapeurs-Pompiers
Jouy-le-Châtel dispose d'un centre d'intervention et de secours situé dans la rue de Paris.

### Sports
Le Foyer Rural de Pécy et Environs propose durant les périodes scolaires, les activités suivantes : éveil moteur de 1 à 3 ans, baby gym de 3 à 6 ans, École Municipale des Sports de 6 à 11 ans, judo de 5 à 8 ans et de 8 à 12 ans, gym, Pilates, yoga, zumba, tennis de table enfants et adultes, joute médiévale, arts figuratifs.

### Médias
Le quotidien régional Le Parisien, dans son édition locale Seine-et-Marne, ainsi que le bi-hebdomadaire Le Pays briard relatent les informations locales.
La commune est en outre dans le bassin d’émission des chaînes de télévision France 3 Paris Île-de-France Centre et d'IDF1.
L’information institutionnelle est assurée par plusieurs publications périodiques : Le Mag du Val Briard et les Flash infos diffusés par la communauté de communes du Val Briard ; Seine-et-Marne Magazine, mensuel diffusé par le conseil départemental de Seine-et-Marne et le Journal du Conseil régional, bimensuel diffusé par le conseil régional d'Île-de-France.

### Cultes
La commune de Pécy fait partie de la paroisse catholique « Pôle missionnaire de Mormant » au sein du diocèse de Meaux. Elle dispose de l'église Sainte-Marie-Madeleine.

## Économie
La commune compte plus d'une quinzaine d'entreprises.
Le plus important acteur économique de la commune est la carrière du Chauffour exploitée par Cemex France en deux zones de part et d'autre de la RD 215. La zone sud occupe environ 40 hectares d'un seul bloc et la zone nord environ 24 hectares en deux blocs s'étendant sur les terres agricoles. Le ru de Réveillon traverse l'exploitation.
La zone d'activités du Poteau rue de la Sablière regroupe plusieurs entreprises : atelier de carrosserie automobile (Mariot), Scopelec sous-traitant d'Orange, serrurerie, transport de marchandises, climatisation.
La rue du Général de Gaulle compte deux artisans : magasin de meubles (JMB Decor) et décapage industriel (Renard).
La commune compte plusieurs exploitations agricoles autour du village et des écarts abritant de grandes fermes.

### Secteurs d'activité
En 2018, la commune était classée en zone de revitalisation rurale (ZRR), un dispositif visant à aider le développement des territoires ruraux principalement à travers des mesures fiscales et sociales. Des mesures spécifiques en faveur du développement économique s'y appliquent également. Le classement des communes en ZRR était valable jusqu’au 31 décembre 2020,.

#### Agriculture
Pécy est dans la petite région agricole dénommée la « Brie centrale », une partie de la Brie autour de Mormant. En 2010, l'orientation technico-économique de l'agriculture sur la commune est la culture de céréales et d'oléoprotéagineux (COP).
Si la productivité agricole de la Seine-et-Marne se situe dans le peloton de tête des départements français, le département enregistre un double phénomène de disparition des terres cultivables (près de 2 000 ha par an dans les années 1980, moins dans les années 2000) et de réduction d'environ 30 % du nombre d'agriculteurs dans les années 2010. Cette tendance se retrouve au niveau de la commune où le nombre d’exploitations est passé de 17 en 1988 à 16 en 2010. Parallèlement, la taille de ces exploitations augmente, passant de 110 ha en 1988 à 139 ha en 2010.
Le tableau ci-dessous présente les principales caractéristiques des exploitations agricoles de Pécy, observées sur une période de 22 ans : 
|                                      | 1988  | 2000  | 2010  |
| ------------------------------------ | ----- | ----- | ----- |
| Dimension économique,                |       |       |       |
| Nombre d’exploitations (u)           | 17    | 17    | 16    |
| Travail (UTA)                        | 42    | 31    | 21    |
| Surface agricole utilisée (ha)       | 1 874 | 2 050 | 2 224 |
| Cultures                             |       |       |       |
| Terres labourables (ha)              | 1 851 | 2 048 | 2 191 |
| Céréales (ha)                        | 1 212 | 1 229 | 1 417 |
| dont blé tendre (ha)                 | 738   | 908   | s     |
| dont maïs-grain et maïs-semence (ha) | 314   | 100   | 198   |
| Tournesol (ha)                       | 109   |       |       |
| Colza et navette (ha)                | s     | 158   | 125   |
| Élevage                              |       |       |       |
| Cheptel (UGBTA)                      | 712   | 732   | 233   |

## Culture locale et patrimoine

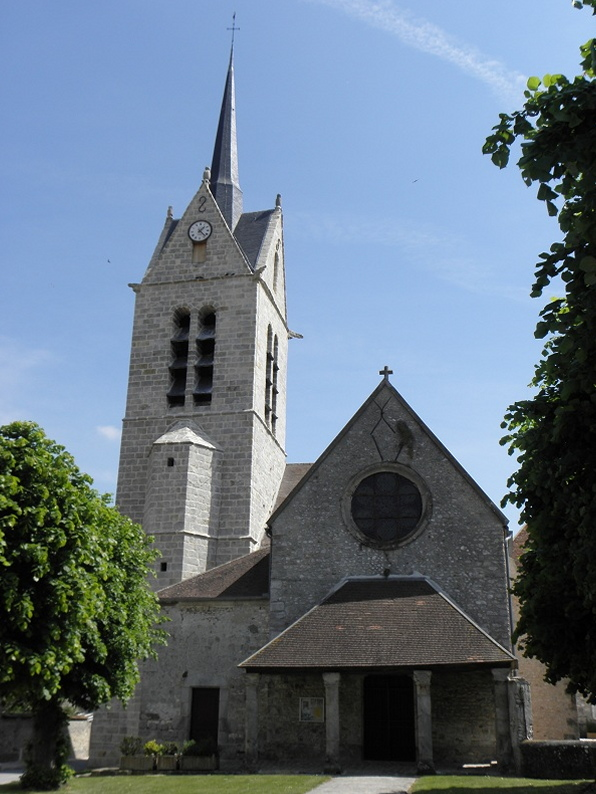
L'église Sainte-Marie-Madeleine.

### Lieux et monuments
- Église Sainte-Marie-Madeleine, avec le clocher  Classé MH (1909)[62],[63].
- Château de Beaulieu, XVIIIe siècle[64].
- Ancien château du Bois-Garnier, XVIe siècle devenue une ferme[65].
- Site archéologique du Chauffour, habitat antique au bord de la via Agrippa[66].

### Héraldique
| Blason de Pécy | Blason  | Parti : au premier de gueules à la tour d'argent et au chef d'argent chargé de deux jumelles en bande de gueules, au deuxième d'argent au dragon de sable et au chef de gueules chargé d'un cœur croiseté d'or. |
| Blason de Pécy | Détails | |